# ویلیام کولگیت
ویلیام کولگیت (انگلیسی: William Colgate؛ ۲۵ ژانویهٔ ۱۷۸۳ – ۲۵ مارس ۱۸۵۷) کارآفرین، بازرگان و مدیر ارشد اجرایی آمریکایی بریتانیایی‌تبار بود، که در سال ۱۸۰۶ شرکت کولگیت-پالمولیو را تأسیس نمود.